# 魏斯弗盧約赫山
46°50′00″N 9°48′23″E / 46.833341°N 9.806385°E

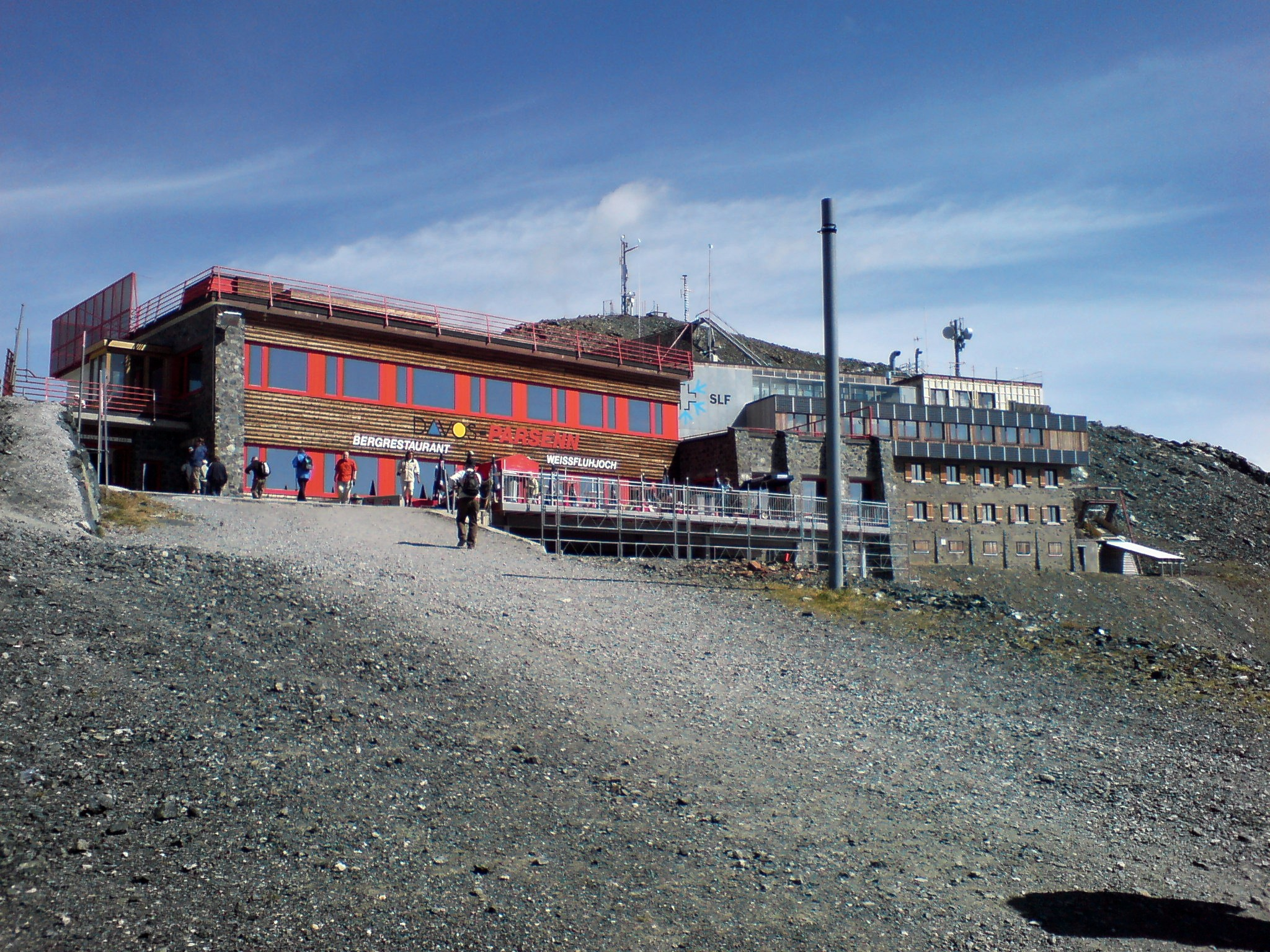

魏斯弗盧約赫山（Weissfluhjoch），是瑞士的山峰，位於該國東南部，由格勞賓登州負責管轄，屬於普萊蘇爾阿爾卑斯山脈的一部分，海拔高度2,693米，每年平均降雨量1,729毫米。